# ۱۱ زرافه
۱۱ زرافه یک ستاره است که در صورت فلکی زرافه قرار دارد.